# Jarowa
Jarowa (ukrainisch, kyrillisch: Ярова; russisch Яровая Jarowaja) ist eine Siedlung städtischen Typs im Osten der Ukraine in der Oblast Donezk mit etwa 2400 Einwohnern.

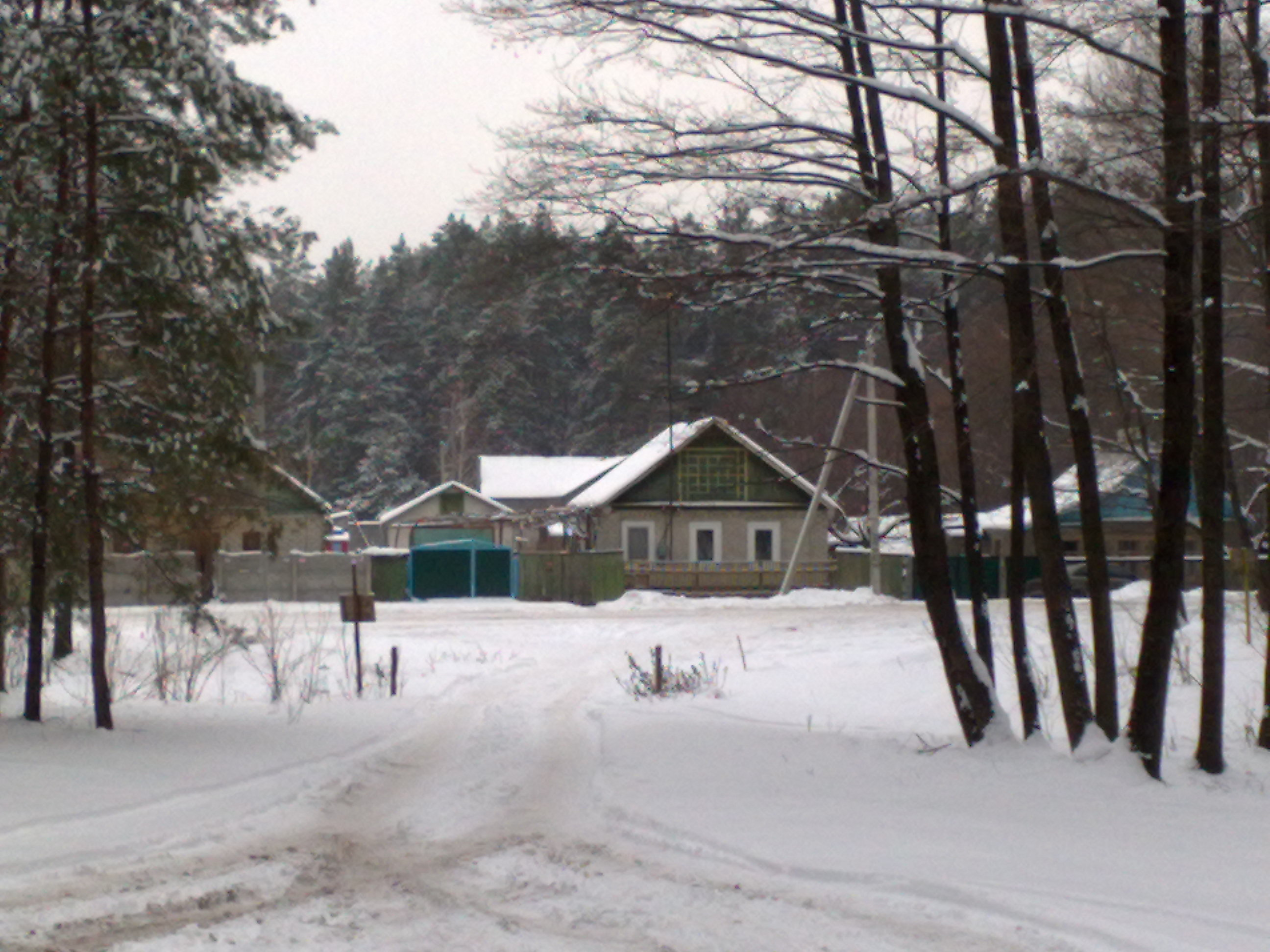
Winteransicht des Ortes

Die Siedlung befindet sich im Westen des ehemaligen Rajons Lyman, etwa 13 Kilometer nordwestlich vom ehemaligen Rajonszentrum Lyman und 120 Kilometer nördlich vom Oblastzentrum Donezk entfernt nördlich des Flusses Siwerskyj Donez gelegen, nördlich des Ortes erstreckt sich der Nationalpark Swjati Hory.
Der Ort wurde 1670 zum ersten Mal schriftlich erwähnt und erhielt 1938 den Status einer Siedlung städtischen Typs.
Am 23. Juli 2015 wurde das Siedlung ein Teil der Stadtgemeinde Lyman; bis dahin bildete sie zusammen mit dem Dorf Oleksandriwka (Олександрівка) sowie der Ansiedlung Sosnowe (Соснове) die Siedlungsratsgemeinde Jarowa (Ярівська селищна рада/Jariwska selyschtschna rada) im Westen des Rajons Lyman.
Seit dem 17. Juli 2020 ist sie ein Teil des Rajons Kramatorsk.
Im Verlauf des Ukrainekrieges wurde der Ort am 1. Juni 2022 durch russische Truppen besetzt, im Zuge der ukrainischen Gegenoffensive kam der Ort am 19. September 2022 wieder unter ukrainische Kontrolle.